# Mytico!
Mytico! è stata una serie a fumetti pubblicata in allegato al quotidiano Corriere della Sera; è stata la prima serie originale allegata a un giornale in Italia. Racconta miti e leggende dell'antica Grecia cercando di raffigurare gli eroi antichi come i primi supereroi della storia. Semi-protagonista della serie è Leandros, giovane soldato acheo che porta con sé un mistero destinato a essere svelato solo a fine serie e il cui ruolo è quello di introdurre ai lettori i diversi miti, non sempre legati tra loro. Il primo episodio della serie, “Verso la gloria”, tratta dello sbarco acheo sulle spiagge della città di Ilio. Negli episodi successivi vengono raccontate le gesta di eroi della saga iliaca quali Achille, Ettore, Ulisse, ma anche di eroi estranei alla guerra di Troia, come Eracle, Perseo, Teseo e Giasone.

## Storia editoriale
Inizialmente era stata pensato come una miniserie di sole otto numeri ma, visto il successo ottenuto, è stata continuata. Oltre al fumetto, dopo ogni episodio ci sono degli approfondimenti sul mito originale, con tanto di riferimento alle fonti originali, alberi genealogici degli eroi e la rubrica "Matite Myitche", dove vengono spiegati alcuni trucchi del mestiere di disegnatore. La serie è stata scritta dagli sceneggiatori Fausto Vitaliano, Tito Faraci, Stefano Ascari, Diego Cajelli, Matteo Casali e Davide Aicardi, mentre i disegnatori sono stati Andrea Riccadonna, Moreno Dinisio, Michel Mammi, Maurizio Rosenzweig, Mario Del Pennino, Ivan Fiorelli.

## Personaggi
Leandros è un personaggio presente in ogni storia del fumetto per introdurre il mito narrato nel numero. Talvolta è Leandros che, durante una battaglia, ripensa a vecchie leggende, mentre altre volte è un suo compagno di guerra che la sera le racconta agli Achei riuniti attorno al fuoco del campo. Altre volte ancora è un individuo col quale ha a che fare in quel momento che risponde ad una sua domanda o osservazione mediante un racconto. Leandros è un giovane soldato acheo, ancora sbarbatello, dai capelli neri che arrivano fino al mento, al servizio di Ulisse per il quale nutre molta stima e affetto. Combatte la Guerra di Troia al fianco di molti eroi famosi, tra cui Achille, nei confronti del quale prova grande rispetto e ammirazione. Di Leandros si sa che è il miglior soldato di Ulisse. È stato proprio quest'ultimo ad addestrare lui e i suoi compagni a combattere e usare tutti i sensi in battaglia.
Leandros cela dentro di sé un grande segreto, che i produttori di Mytico! vogliono mantenere tale ancora per un po' di tempo. Di tanto in tanto lasciano trapelare qualche indizio, come nel n. 11, in cui Leandros si ritrova sull'Argo e si fa raccontare da Giasone le avventure vissute fino a quel momento dagli Argonauti. Rivela in seguito all' eroe che il suo compito, ma anche la sua condanna, è ascoltare ogni storia. Nel n. 17, quando Apollo scaglia contro gli Achei un nugolo di frecce, Leandros si salva per volere della dea della memoria Mnemosine, alla quale è molto caro. Nel n. 35, Leandro chi sei?, viene rivelato il passato del personaggio: Leandros, morto in un naufragio, si trova, alle porte dell'Ade, al cospetto della dea Mnemosyne, che gli propone un patto: il giovane potrà tornare nel mondo e vivere una vita straordinariamente lunga, invecchiando molto lentamente. In cambiò dovrà essere testimone dei fatti meravigliosi che accadranno alle ultime generazioni di eroi. Inoltre nessuno avrà memoria di lui. Leandros accetta.
Nel n. 38, Se questa è la fine, viene svelata l'identità di Leandros che, secoli dopo, detta ad un giovane scriba le memorie della guerra. Vecchio e cieco ha assunto il nome di Omero.

## Elenco degli episodi e trame
1. Verso la gloria (Ascari, Riccadonna): gli Achei, guidati da Achille, sbarcano sulla costa troiana. La loro avanzata pare inarrestabile, quando all'improvviso una forza si interpone innanzi a loro: è Ettore, che guida i troiani alla controffensiva. Ben presto si crea un varco tra gli schieramenti e i due comandanti si affrontano per un primo, terribile scontro che, tra l'ammirazione degli spettatori, si chiude in parità.
2. Tutte le teste dell'idra (Cajelli, Fiorelli): una delle più spettacolari imprese del mito: lo scontro tra Eracle e l'Idra di Lerna. Il mostro aveva nove teste che, se mozzate, ricrescevano in numero doppio. Eracle dovette ingegnarsi a cauterizzare i “mozziconi” e, non pago, dovette affrontare il gigantesco granchio Carcino inviatogli contro dalla sua nemesi, la dea Era.
3. Nel labirinto del terrore (Casali, Rosenzweig): il giovane guerriero Teseo è il figlio appena ritrovato di Egeo, re di Atene. A corte apprende il barbaro sacrificio di sette ragazzi e sette ragazze che devono essere dati in pasto al Minotauro, creatura semidivina racchiusa dell'intricato labirinto sull'isola di Creta. Il valoroso principe decide di affrontare personalmente il mostro imbarcandosi sulla nave diretta a Creta. Una serie di tragici eventi porteranno al rapimento della principessa cretese Arianna da parte del dio dell'ebbrezza, Dioniso, ed infine alla morte del vecchio padre, il re Egeo.
4. Quando i Titani si scontrano (Vitaliano, Belardo): in seguito alla detronizzazione di Crono per opera del figlio Zeus, i titani, divinità crudeli ed ancestrali, sfidano i giovani dei dell'Olimpo. La battaglia è in uno stato di stallo fin quando Gea, la madre terra, non convince Zeus ad arruolare i Ciclopi, mostri con un occhio solo, e gli Ecatonchiri, giganti a cento braccia: con il loro aiuto Crono ed i suoi verranno sconfitti.
5. Orrore in mare (Ascari, Rosenzweig): un terribile mostro marino terrorizza le coste del Mediterraneo. Folli sacerdoti locali non trovano di meglio che sacrificare i giovani dei paesi vicini alla furia del mare. Perseo, a dorso del cavallo alato Pegaso, pone fine a questa sciagura salvando Andromeda, la sventurata principessa offerta in sacrificio, e uccidendo il mostro grazie all'ispirazione di Atena ed alla testa della terribile Medusa, in grado di pietrificare chiunque la guardi.
6. Arrivano gli Argonauti (Vitaliano, Assirelli): una delle più grandi adunate di eroi di tutta l'antichità si tenne per il varo della nave parlante Argo. Scopo della spedizione è recuperare il vello d'oro nella lontana terra della Colchide per restituire a Giasone il trono di Iolco, usurpato dal perfido zio Pelia. Il reclutamento e la partenza degli eroi, tra i quali Peleo (padre di Achille), Laerte (padre di Ulisse), il cantore Orfeo, la cacciatrice Atalanta e lo stesso Eracle, configurano uno scenario spettacolarmente epico.
7. Cavalcata mortale (Cajelli, Fiorelli): torna Eracle alle prese, questa volta, con le mostruose giumente del re Diomede, figlio del dio Ares. Ci vorrà tutta la forza e tutto l'ingegno dell'eroe per porre fine al flagello delle cavalle carnivore ed alla tirannia del crudele semidio.
8. Io sono Achille (Ascari, Riccadonna): la bellissima nereide Teti è corteggiata sia da Zeus sia da Poseidone. Il suo destino però è legato ad una profezia: il figlio della dea sarà più forte del padre. Gli dei rinunciano “ma, a volte, quello che è proibito agli dei è concesso agli umani”:  l'eroe Peleo, anch'egli innamorato della nereide, è deciso a conquistarla. La tenacia dell'Argonauta viene infine premiata: dalle sue nozze con Teti nascerà l'inarrestabile Achile. Ma anche il destino del giovane eroe è legato ad una profezia: egli troverà la morte durante la più grande guerra della storia. Nonostante i sotterfugi della madre, Achille, smascherato da Ulisse, è costretto a partire per Troia.
9. Giganti ribelli (Cajelli, Fiorelli): quando i giganti, figli della madre terra, decidono di assalire l'Olimpo per vendicare la morte dei fratelli Titani, nemmeno Zeus è in grado di fermarli. Eppure una profezia avverte il signore della folgore: i giganti saranno sconfitti solo quando verrà in soccorso degli dei il più grande dei mortali: Eracle. l'intervento del semidio sarà decisivo e ribalterà le sorti della terribile battaglia.
10. Le colpe dei padri (Casali, Rosenzweig): Dedalo è il progettista del labirinto di Creta. Quando Minosse, re dell'isola, scopre della morte del Minotauro e della fuga del giovane Teseo incolpa dell'accaduto l'architetto e lo fa rinchiudere insieme al figlio Icaro nell'intricata costruzione da lui stesso progettata. Ma il genio di Dedalo realizza due paia di ali: grazie a queste padre e figlio riescono a fuggire volando del labirinto. Il giovane Icaro, istigato da Efesto a disobbedire al padre ed a essere il primo uomo volante (mentre in realtà il dio vuole farlo morire per far soffrire Dedalo, protetto di Atena, che ha rifiutato le nozze con lui), si avvicina troppo al sole, il cui calore scioglie la cera che tiene insieme le piume, e lo fa precipitare nel mare.
11. Viaggio d'eroi (Vitaliano, Assirelli): Gli Argonauti affrontano uccelli di bronzo sacri ad Ares, uccidendoli. Furioso, Ares chiede a Poseidone di punire Giasone che obbedisce ben volentieri, volendo punire l'eroe per essersi messo contro suo figlio Pelia. Dopo la tempesta, Leandros viene recuperato da Giasone e gli Argonauti e riesce a farsi raccontare cosa era successo: avevano approdato all'isola di Cizico, diventando amici del re. A causa della nebbia di Poseidone però ri-finiscono a Cizico e credendo gli abitanti dei nemici per via della nebbia li uccidono in battaglia. Scoperto l'accaduto, ripartono affranti per l'accaduto. In seguito approdano a Misia per dei rifornimenti, ma Ila viene rapito dalle ninfe e da Driope che lo desidera. Eracle decide di restare per cercare il suo amico e Giasone a malincuore lo abbandona. Poi approdano a Bebrico (sempre per dei rifornimenti) e Amico, figlio di Poseidone e fratello di Migdone, li sfida a pugilato: uno di loro se vincera avranno i rifornimenti, altrimentì saranno tutti buttati giù da una rupe, anche se rifiuteranno la sfida. Polluce lo affronta e dopo una dura lotta sconfigge Amico. Tuttavia i Bebrici, furiosi per l'umiliazione, li respingono rifiutandosi di mantenere la promessa. In seguito riescono per un soffio a superare gli scogli Simpegladi che si aprono e chiudono schiacciando tutto ciò che vi passa e proseguono con il viaggio.
12. Colui che sfidò gli dei (Ascari, Belardo): Prometeo, protettore degli uomini, e suo fratello Epimeteo sono gli unici titani fedeli a Zeus. Quando però i mortali, presi dalle scoperte seguite agli insegnamenti di Prometeo, iniziano a trascurare gli dei, il signore dell'Olimpo decide di privarli del fuoco sacro della conoscenza. Prometeo indispettito, ruba il fuoco al dio Efesto, che gli scatena contro i giganteschi Kratos e Bia, tuttavia Prometeo vince frantumando in mille pezzi il fuoco e dispernendolo in tutto il mondo (rendendo così definitiva la conoscenza agli uomini). Il titano viene così incatenato alle rupi del Caucaso mentre un'aquila gli rode il fegato, che ricresce ogni giorno. Intanto Epimeteo inizia a preoccuparsi per la scomparsa del fratello. Zeus lo rassicura dicendo che sta bene e gli offre in sposa la bella Pandora, donna- robot creata da Efesto. Epimeteo accetta ma, durante la notte, Pandora apre il magico vaso che conteneva tutte le disgrazie umane e i mortali ricadono nella miseria.
13. Il misterioso volto della guerra (Ascari, Mammi): si torna alla storyline principale: la guerra di Troia. Achille decide di intraprendere un rischioso viaggio all'interno delle mura di Troia per vedere il volto di Elena, causa di tutta la guerra. Ad accompagnarlo c'è il giovane Leandros, soldato Acheo. Penetrati nelle mura, i due eroi entrano nel palazzo reale e si trovano al cospetto della donna più bella del mondo. Nonostante Elena sia effettivamente bellissima, Achille rimane nel dubbio: la sua bellezza vale tutti questi morti?
14. Lo sguardo che uccide (Ascari, Dinisio): Perseo viene incaricato dal re di Argo Polidette di portargli la testa della terribile Medusa, capace di pietrificare chi la guarda negli occhi. L'eroe parte, ignaro dell'infido piano del re, intenzionato a sposare sua madre. Giunto nella terra degli iperborei, grazie all'elmo di Ade, al falcetto ed ai sandali di Ermes ed allo scudo di Atena, il giovane guerriero uccide la terribile Gorgone, dal cui sangue nasce il cavallo alato Pegaso. Fatto ritorno in Grecia, e scoperti i loschi progetti di Polidette, Perseo pietrifica il re nemico con la testa del mostro, che verrà donata ad Atena.
15. L'ultima canzone (Casali, del Pennino): Orfeo il cantore è uno degli Argonauti, iniziatore di un rito misterico che indispettisce le Baccanti, invasate di Dioniso. Dopo il suo matrimonio con Euridice, una driade,  decide però di rinunciare al ruolo sacerdotale. Euridice però,  tentando di sfuggire al fratello di Orfeo (che in quel momento era ubriaco) muore uccisa da una vipera ed Orfeo intraprende un viaggio nell'Ade per convincere il dio degli inferi a restituirgli l'amata. Persefone, commossa dal canto del giovane, gli concede di riportare Euridice alla vita, ma Ade mette una condizione: Orfeo non deve voltarsi a guardarla fin quando non è uscito dal suo oscuro regno. Sulla soglia dell'Oltretomba il cantore però non resiste e si volta, perdendo per sempre l'amata. Straziato si ritira sui monti e vive una vita di solitudine, respingendo le altre donne. Le baccanti, offese dal rifiuto, lo uccidono ma Zeus pone fra le stelle la sua cetra ancora sonante.
16. Sognando l'Olimpiade (Cajelli, Fiorelli): è un racconto principalmente di fantasia. Leandros viene incaricato da Crono, sul cui colle sacro sono state istituite le prime Olimpiadi, di aiutare Eracle nel valorizzare i giochi, che Era tenta in tutti i modi di ostacolare.
17. Il segreto del prigioniero (Manzoni, Belardo): sul campo Acheo si riversa una pioggia di frecce misteriose. Leandros viene colpito da una di queste ma miracolosamente rimane in vita. Viene però catturato dai troiani che lo interrogano sulla provenienza dei dardi oscuri. A dare la risposta è Cassandra, che, narrando la storia di Apollo, spiega che il dio del sole è adirato con gli Achei per un motivo ancora sconosciuto. L'episodio si conclude con Leandros che fugge dalle carceri troiane, protetto dalla dea della memoria, Mnemosyne.
18. Se il mio destino è guerra (Ascari, Camagni): Ecuba, regina di Troia, sogna di partorire una fiamma che brucia la città la notte stessa in cui dà alla luce il piccolo Paride. Il re Priamo, avvertito da diversi oracoli e sacerdoti che il piccolo avrebbe causato la distruzione di Troia, decide quindi di abbandonare il neonato sui monti. Il bambino viene però trovato ed allevato dal pastore Agelao. Un giorno, mentre pascola le mandrie, Paride viene incaricato da Ermes di eleggere la dea più bella. In cambio dell'amore di Elena, il pastore sceglie Afrodite, scatenando la gelosia di Era ed Atena. In seguito Paride si scopre figlio del re, che decide di riaccoglierlo a corte.
19. Il giorno dell'ira (Ascari, Riccadonna): Calcante l'indovino svela ad Agamennone il motivo delle frecce misteriose: Apollo è adirato con lui poiché ha rapito la figlia del sacerdote Crise. Agamennone decide di restituire a Crise la ragazza ma, provocato da Achille, si impossessa della schiava prediletta di quest'ultimo, Briseide. Achille, adirato, si ritira dai combattimenti.
20. La maledizione dell'uomo lupo (Aicardi, Rosenzweig): Licaone è il superbo re dell'Arcadia. Quando Zeus, sotto le mentite spoglie di mendicante, viene a fargli visita, il malvagio tiranno gli offre in pasto carne umana.  Il dio, adirato, lo trasforma in lupo, costringendolo a vagare in un corpo non adatto ad un uomo.
21. Il vello e il dragone (Vitaliano, Assirelli): l'ultimo atto dell'impresa degli Argonauti, in parte già narrata nei numeri 6, Arrivano gli Argonauti e 11, Viaggio d'eroi. In questo episodio Giasone, aiutato da Medea, supera una prova che permetterà a lui e agli Argonauti di conquistare il Vello d'oro.
22. Come diventai Eracle (Cajelli, Fiorelli): Viene narrato l'addestramento del giovane Eracle da parte del centauro Chirone e le sue prime imprese, tra cui la guerra contro Orcomeno, schierato con i Tebani, durante la quale muore il padre umano dell'eroe, Anfitrione.
23. Nelle terre del mostro (Casali, Dinisio): Ipponoo uccide involontariamente Bellero, e cambiato il proprio nome in Bellerofonte. Si reca quindi dal re-sacerdote Preto per scongiurare la sua colpa. Preto però manda a sua volta l'eroe presso il re della Libia Iobate, affinché quest'ultimo lo uccida. Iobate, per non attirarsi l'ira delle Erinni, preferisce affidare a Bellerofonte una missione dalla quale difficilmente farà ritorno: uccidere la Chimera. Tuttavia, con l'aiuto del suo cavallo alato Pegaso, Bellerofonte riesce a mettere in atto uno stratagemma per vincere il terribile mostro. Insuperbito per la vittoria, il guerriero sfida gli dei ed inizia una scalata all'Olimpo che gli costerà la vita.
24. Dopo il grande diluvio (Faraci, Belardo): Zeus è stanco dell'eccessiva violenza degli umani, così decide di sterminarli con un diluvio. Prometeo riesce tuttavia ad avvertire in tempo suo figlio Deucalione e la di lui moglie Pirra, unici giusti rimasti al mondo, che si costruiscono una barca per sopravvivere. Dopo aver dimostrato il loro amore l'uno per l'altra mentre erano minacciati da un mostro marino (frutto della fantasia dello sceneggiatore), i due mortali vengono ricompensati da Zeus con un nuovo mondo.
25. Quando le spade si fermano (Ascari, Riccadonna): si ritorna alla guerra di Troia: Paride e Menelao si sfidano, ma quando il primo viene tratto in salvo da Afrodite Atena induce Pandaro ad attaccare Menelao promettendogli la gloria e la guerra riprende così più violenta di prima. Tra tutti gli eroi si distingue il greco Diomede, che arriva addirittura a ferire Ares, dio della guerra sceso in campo per favorire i troiani. Al termine dell'episodio Zeus proibisce agli altri dei di intervenire nelle faccende dei mortali.
26. Il signore dell'inganno (Casali, del Pennino): Sisifo è re di una città senza acqua. Riesce però a procurarsi una fonte patteggiando con un dio fluviale, al quale rivela che Zeus ha rapito la figlia Egina. Per punire lo spione, Zeus invia Thanatos, la morte, a prendersi la vita di Sisifo. L'astuto mortale però riesce ad imprigionare Thanatos sfruttando la Xenia (legge dell'ospitalità) e lo fa molto astutamente chiedendo al dio di mostrargli il potere delle catene e Thanatos, per rispettare la Xenia (che impone anche all'ospite di rispettare l'ospitante) finisce per incatenarsi da solo. Ciò induce Ares stesso a intervenire per liberare la morte e ed uccidere Sisifo per non permettergli di evitare l'Oltretomba. Alle porte dell'Oltretomba Sisifo se la cava ancora una volta: chiede di tornare tra i vivi per organizzare i propri funerali, necessari per entrare nel mondo dei morti (su sua richiesta la moglie aveva infatti lasciato intatte le sue spoglie) ed ottiene dunque altri tre giorni di vita, che diventeranno poi molti di più. A quel punto, stufo della situazione, Zeus manda Ermes a prelevare l'imbroglione, che viene condannato nel Tartaro a spingere un masso per l'eternità.
27. Nessuno lo fermerà (Ascari, Mammi): numero dedicato ad Aiace, che si vede coinvolto in un duello con il principe troiano Ettore per decidere le sorti della guerra. Gli dei Zeus, Apollo e Atena, impressionati dalla potenza di entrambi, decidono però di fermarli, evitando così che uno dei due muoia. Viene indetta allora una tregua per onorare i caduti e curare i feriti.
28. Senza scampo (Ascari, Camagni) I Troiani hanno appiccato fuoco alle navi achee, e ora i Greci tentano disperatamente di ricacciare indietro i nemici. Nel frattempo Patroclo convince Achille a prestargli la sua armatura e a metterlo a capo dei suoi Mirmidoni.
29. Viaggio all'inferno (Cajelli, Garizio): l'ultima fatica di Eracle: domare Cerbero. L'eroe, accompagnato da Ermes, scende nell'Ade, dove incontra, tra gli altri, Teseo e Piritoo, trattenuti da tempo nel mondo dei morti. Liberato il primo, l'eroe viene travolto da un terremoto che lo porta al cospetto di Ade e finalmente si scontra con Cerbero, riuscendo a domarlo.
30. Sette contro Tebe (Casali, Assirelli): nella grande guerra contro Tebe sono coinvolti sette eroi, tra cui Polinice, Tideo e Anfiarao, che vengono inviati presso le mura della città ognuno con l'obbiettivo di conquistare una delle sette porte. Il contrattacco tebano però si fa sentire e dei sette soltanto uno, Adrasto, farà ritorno ad Argo. Anni dopo, i figli dei sette eroi, tra i quali è Diomede, vendicano i loro padri devastando la città maledetta.
31. Nel regno dei morti (Manzoni, Mutti) Persefone, figlia di Demetra e Zeus, viene rapita da Ade e portata nell'Oltretomba. Ermes, mandato per ricondurla sull'Olimpo, scopre che la giovane dea ha mangiato un melograno infernale: secondo le leggi divine ciò dovrebbe costringerla nel regno dei morti per tutta l'eternità. Zeus decide allora che Persefone passerà sei mesi con il marito Ade, e altri sei sull'Olimpo con la madre Demetra e gli altri dei.
32. Io ti conosco (Casali, Dinisio) Si parla del passato di Ulisse, di come si è procurato la famosa cicatrice alla gamba, ma anche della finta pazzia messa in atto per non essere reclutato per la conquista di Troia.
33. Crisi sull'Olimpo (Aicardi, Belardo) Gli dei sono stanchi dei capricci del loro signore Zeus, così decidono di spodestarlo. Lo legano dunque al letto con cento nodi e si impossessano dell'Olimpo. Teti, recatasi sull'Olimpo, prevede i disastri che ne deriveranno e chiama l'ecatonchiro Briareo, un gigante a cento braccia, per liberare Zeus. Gli dei ribelli sono puniti: Era viene incatenata al cielo per diversi giorni mentre Apollo e Poseidone sono costretti ad Laomedonte a costruire le mura di Troia.
34. La prima guerra di Troia (Cajelli, Garizio) Di ritorno da una delle sue fatiche, Eracle approda a Troia, che viene a sepere essere minacciata da un mostro marino. L'eroe si offre di combattere il mostro, ma, una volta ucciso  lo, gli viene negata la ricompensa promessa. Eracle allora riparte per ritornare anni dopo con un esercito di cui fanno parte gli eroi Telamone e Peleo: grazie al loro aiuto conquista la città, uccide il re Laomedonte mettendo sul trono il giovane principe Priamo.
35. Leandros, chi sei? (Ascari, Riccadonna-Mammi-Rosenzweig): rivelato il passato di Leandros. Il giovane greco, morto in un naufragio, si trova, alle porte dell'Ade, al cospetto della dea Mnemosyne, che gli propone un patto: il giovane potrà tornare nel mondo e vivere una vita straordinariamente lunga, invecchiando molto lentamente. In cambiò dovrà essere testimone dei fatti meravigliosi che accadranno alle ultime generazioni di eroi. Inoltre nessuno avrà memoria di lui, per evitare che nessuno si accorga che Leandros non invecchia quasi del tutto. Leandros accetta.
36. Colui che non ritorna (Ascari, Riccadonna-Belardo-delPennino): Patroclo, vestendo i panni di Achille, avanza verso Troia per allontanare i nemici dalle navi. Ma, dopo aver ucciso l'eroe Sarpedone, viene messo in guardia da Apollo, che lo ammonisce di non proseguire. L'eroe continua la sua avanzata finché il dio non lo punisce, guidando la fatale lancia di Ettore.
37. Infuria la battaglia (Ascari, Riccadonna-Fiorelli-Belardo): Achille, fuori di sé per l'ira, torna sul campo di battaglia con l'intenzione di vendicare Patroclo. Nel frattempo, sull'Olimpo, Zeus scioglie gli dei dall'obbligo di non favorire l'una o l'altra fazione e dà loro il permesso di scendere in campo ed incrociare le loro spade con quelle dei mortali. Ma nemmeno i sotterfugi degli olimpi fermeranno il Pelide che, in un ultimo e fatale scontro, porrà fine alla vita di Ettore.
38. Se questa è la fine (Ascari, Riccadonna-Assirelli-Fiorelli): il corpo di Ettore finalmente restituito a Priamo, la morte di Achille per mano del più vile tra gli eroi, Paride, il fatidico cavallo lasciato sulla spiaggia e l'ultimo segreto di Leandros svelato, insieme al nome con cui sarà ricordato nei secoli: Omero.